# San Jose Earthquakes
San Jose Earthquakes este o echipă de fotbal din S.U.A

## Lot Actual
| Nr. |                            | Poziție | Jucător                   |
| --- | -------------------------- | ------- | ------------------------- |
| 1   | Statele Unite ale Americii | P       | Joe Cannon                |
| 2   | Statele Unite ale Americii | F       | Bobby Burling             |
| 4   | Statele Unite ale Americii | F       | Chris Leitch              |
| 7   | Noua Zeelandă              | M       | Simon Elliott             |
| 8   | Canada                     | M       | António Ribeiro           |
| 10  | El Salvador                | M       | Arturo Álvarez            |
| 11  | Statele Unite ale Americii | M       | Bobby Convey              |
| 12  | Statele Unite ale Americii | M       | Ramiro Corrales (captain) |
| 13  | Trinidad și Tobago         | A       | Cornell Glen              |
| 14  | Statele Unite ale Americii | M       | Brandon McDonald          |
| 15  | Statele Unite ale Americii | M       | Shea Salinas              |

| Nr. |                            | Poziție | Jucător                        |
| --- | -------------------------- | ------- | ------------------------------ |
| 17  | Statele Unite ale Americii | A       | Chris Wondolowski              |
| 18  | Statele Unite ale Americii | F       | Jamil Roberts                  |
| 19  | Jamaica                    | A       | Ryan Johnson                   |
| 20  | El Salvador                | M       | Ramón Sánchez                  |
| 21  | Statele Unite ale Americii | F       | Jason Hernandez (vice-captain) |
| 23  | Statele Unite ale Americii | F       | Mike Zaher                     |
| 24  | Statele Unite ale Americii | P       | Andrew Weber                   |
| 25  | Statele Unite ale Americii | A       | Quincy Amarikwa                |
| 27  | Statele Unite ale Americii | F       | Aaron Pitchkolan               |
| 28  | Brazilia                   | M       | André Luiz Moreira             |
| 31  | Statele Unite ale Americii | P       | Mike Graczyk                   |